# Сильвии
Си́львии (лат. Silvius) — род слепней из подсемейства Chrysopsinae.

## Описание
Среднего размера и мелкие мухи. Глаза голые. Усики стройные. Длина первого членика (скапус) усиков в два раза больше длины. Второй членик (педицел) изредка удлинённый. Вершинный членик щупиков изогнут и сплюснут с боков. Хоботок короче высоты головы. Крылья прозрачные или поперечные жилки и разветвление жилок с незначительным затемнением. У видов Silvius quadrivittatus и Silvius pollinosus крылья с чёрными пятнами. Голени задниих ног со шпорами на конце.
По особенностям строения и среды обитания выделяют две группы личинок. Личинки, обитающие в быстротекущих водотоках, имеют удлинённое тело с большими двигательными бугорками и венчиком крючков на них. Такие же крючки имеются на последнем сегменте брюшка. Тело личинок, живущих в почве, более короткое. Двигательные бугорки небольшие.

## Распространение
Представители рода встречаются в Палеарктике, Ориентальной области, Неарктике и Неотропике.

## Классификация
Наиболее близким родом к роду Silvius является Chrysops. Разделяется на несколько подродов. В состав рода включали в ранге подрода Nemorius, многие систематики рассматривают его в качестве самостоятельного рода.
Палеарктические виды.
- Silvius algirus Meigen, 1830
- Silvius alpinus (Scopoli, 1763) — Сильвий золотистый
- Silvius anchoricallus Chen, 1982
- Silvius appendiculatus Macquart, 1846
- Silvius caucasicus (Kröber, 1921) = syn Silvius latifrons
- Silvius caucasicus graecus Chvala, Lyneborg & Moucha, 1972 = syn Silvius graecus
- Silvius chongmingensis Zhang et Xu, 1990
- Silvius cordicallus Chen & Quo, 1949
- Silvius dorsalis Coquillett, 1898
- Silvius inflaticornis Austen, 1925
- Silvius matsumurai Kono & Takahasi, 1939
- Silvius ochraceus Loew, 1858
- Silvius omeishanensis Wang, 1992
- Silvius oshimaensis Hayakawa, Takahasi & Suzuki, 1982
- Silvius suifui Philip & Mackerras, 1960
- Silvius variegatus Fabricius, 1805
- Silvius zaitzevi Olsufjev, 1941 — Сильвий Зайцева

Ориентальные виды.
- Silvius formosensis Ricardo, 1913
- Silvius indianus Ricardo, 1911
- Silvius ornatus Philip & Mackerras, 1960
- Silvius shirakii Philip & Mackerras, 1960

Неарктические виды.
- Silvius abdominalis Philip, 1954
- Silvius ceras (Townsend, 1897)
- Silvius gibsoni Philip, 1958
- Silvius jeanae Pechuman, 1960
- † Silvius merychippi Melander, 1947
- Silvius gigantulus (Loew, 1872)
- Silvius microcephalus Wehr, 1922
- Silvius notatus Bigot, 1892
- Silvius philipi Pechuman, 1938
- Silvius pollinosus Williston, 1880
- Silvius quadrivittatus (Say, 1823)
- Silvius sayi Brennan, 1935

Неатропические виды.
- Silvius aquila (Philip, 1969)
- Silvius atitlanensis Hays, 1960
- Silvius ceras (Townsend, 1897)
- Silvius gibsoni (Philip, 1958)
- Silvius gigantulus (Loew, 1872)
- Silvius megaceras (Bellardi, 1859)
- Silvius melanopterus (Hine, 1905)
- Silvius quadrivittatus (Say, 1823)
- Silvius tanycerus (Osten Sacken, 1886)

## Палеонтология
В ископаемом востоянии известен один вид Silvius merychippi, найденный в олигоценовых отложениях США.